# Phoebe Mills
Phoebe Mills (n. 2 noiembrie 1972, Highland Park⁠(d), Illinois, SUA) este o gimnastă artistică ce a reprezentat Statele Unite ale Americii, medaliată olimpică. A participat la o ediție a Jocurilor Olimpice (1988) în care a câștigat o medalie de bronz.

## Participări
Lista de mai jos prezintă principalele competiții la care a participat Phoebe Mills de-a lungul carierei.
- gymnastics at the 1988 Summer Olympics – women's balance beam[*]